# Dęby vel Demby herbu Ślepowron
Demby herbu Ślepowron, znani również jako Dęby – polski ród szlachecki wywodzący się z Mazowsza. Wsie gniazdowe: Dembe-Kąski i Dembe-Wielkie (obie zlikwidowane w 1953 r.).

## Historia
Wieś Dembe jest wzmiankowana w 1502 r. Wówczas to książę Konrad III Rudy nadał 6 włók lasu Dembe pomiędzy Janowym Miastem a Przasnyszem, w części Mościska, na wysokości wsi Brzozowo z jednej, a Kleszcze z drugiej Marcinowi de Ślubowo. Boniecki pisze: “w 1520 r. żył Jałbrzyk z Dębego, którego wnuk Michal, ożeniony z Małgorzatą Zembrzuską, pozostawił trzech synów: Stanisława, Macieja i Jakuba. Udowodnili oni w 1635 r. pochodzenie swoje szlacheckie w Warszawie. Świadkowie ich: Maciej, Sebastyan i Jan Dębi, synowie Prokopa, przedstawili, że są ich krewnymi”.   
W 1697 r. dwóch Janów, Łukasz i Wojciech Dembi podpisali z ziemią ciechanowską elekcję Augusta II, a Józef chorąży powiatu ciechanowskiego w 1764 r. – Stanisława Augusta.
W końcu XVII w. ród podzielił się na 3 gałęzie – dość zamożną na Dembych, drugą drobnoszlachecką na Krośnicach w pow. niedzborskim, oraz wiską, której protoplastą ma być Franciszek Demby syn Józefa, dziedzic dóbr Karwowo-Wszebory w 1731 r. Tenże Franciszek z Maryanny z Korytkowskich miał syna Macieja, wiceregenta grodzkiego wiskiego w 1756 r., burgrabiego grodzkiego wiskiego w 1762 r., regenta grodzkiego wąsoskiego w 1793 r. Z zamożnej gałęzi przasnyskiej: Antoni Józef chorąży powiatu ciechanowskiego w 1764 r., regent i podwojewodzi przasnyski w 1788 r. oraz Maciej Michał synowie Dominika Dembego i Maryanny z Humięckich właściciele Dembe-Kąski, Dembe-Wielkie z przyległościami na Wólce Łosiowskiej i Ślubowie, dziedzice części Rudno-Jeziorowe, Rudno-Kmiece, Żaboklik, Ulatowo-Żyły, Kawieczyno-Serwatki, Purzyce-Rozwory Zbrochy Krzynowłoga Mała. Majątek ten w połowie XIX w. należał do rodzeństwa Leopolda Antoniego i Bogumiły Dembych (dzieci Jana, a wnuków wyżej wymienionego Antoniego Józefa). W 1855 r., po śmierci Bogumiły, zamężnej za Adamem Bobrem, dobra te trafiły w ręce ich syna Ignacego Teodora Bobra (*1833 +1893).
Przed Heroldią Królestwa Polskiego w latach 1837-1852 swego szlachectwa dowodzili: Alexander i Stanisław Klemens synowie Macieja, Teofil i Róża dzieci Józefa, Leopold Antoni syn Jana, Jakub syn Józefa (wszyscy z przasnyskiej linii) i Gracyan Tomasz syn Ludwika (z wiskiej).  
W 1990 r. 41 osób o nazwisku Demby/Demba/Dęby/Dęba/ Dembe/Dębe zamieszkiwało teren województwa ciechanowskiego, 38 – ostrołęckiego, 51 – olsztyńskiego, zaś 122 – łomżyńskiego (obejmującego wówczas ziemię wiską). Łącznie stanowiło to 56% osób noszących to nazwisko w Polsce.